# Alphonse Voisin-Delacroix
Alphonse Voisin-Delacroix fue un escultor y ceramista francés, nacido el 9 de septiembre de 1857 en Besançon y fallecido el 2 de abril de 1893 en París. 

## Datos biográficos

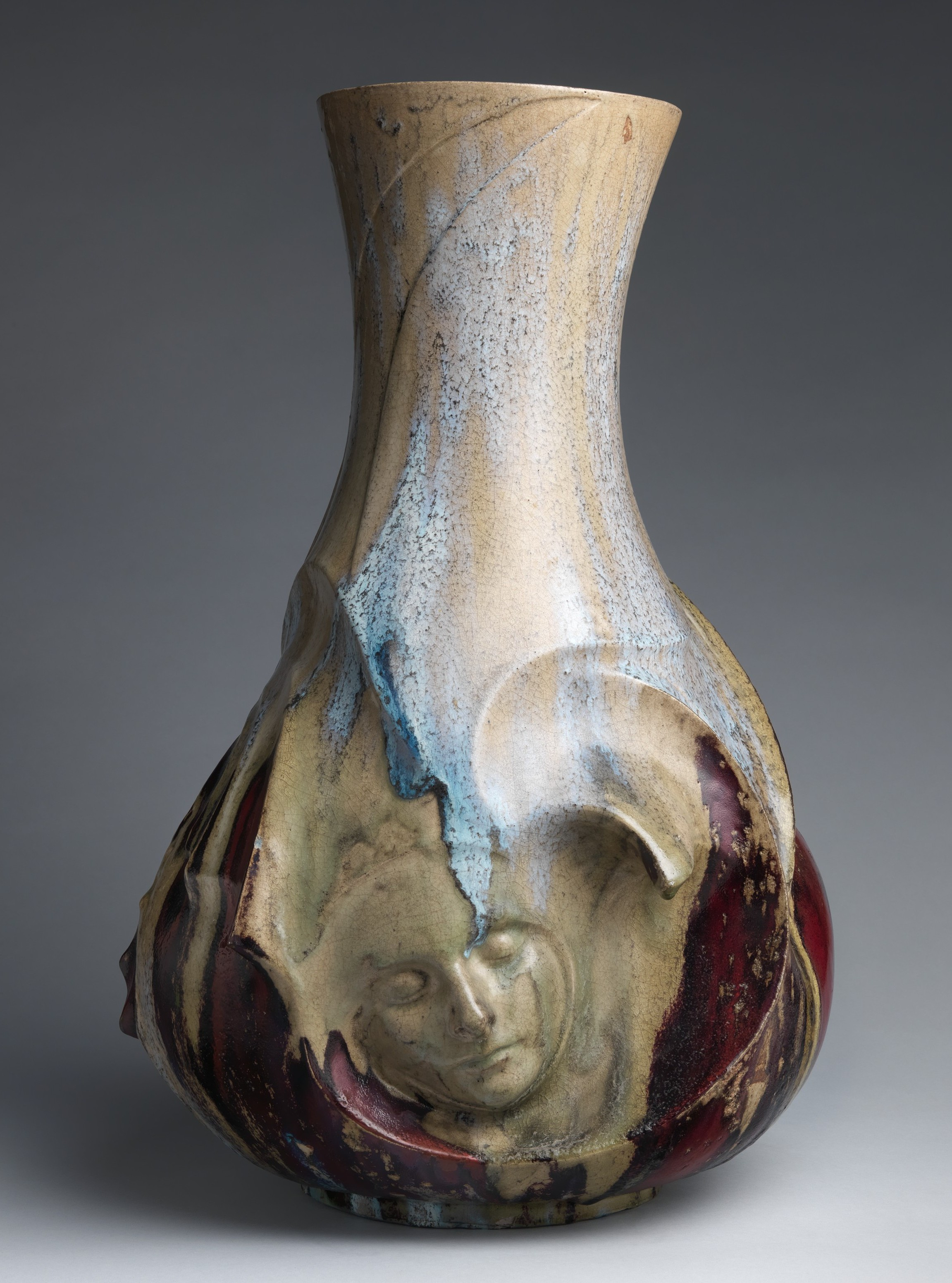
Jarrón con rostro de una mujer. 1892–93. Pierre-Adrien Dalpayrat / Alphonse Voisin-Delacroix.

Alphonse Voisin-Delacroix fue el nieto del arquitecto Alphonse Delacroix. Siguió el curso del escultor Henri Chapu. En 1892 se asoció con el ceramista Pierre-Adrien Dalpayrat, que le cedió el uso del horno de porcelana en el 9 y 11 de la Calle Alta (ahora demolido y situado en el N º 33 y 35 de la Avenue du General Leclerc en Bourg-la-Reine) por un año de exitosa colaboración, la creación de piezas con las manijas y molduras en la línea del modernismo. 
La primera exposición la realizó en diciembre de 1892 en la Galería Georges Petit ( 1856 - 1920 ). Fue aclamado con entusiasmo por el público y se prolongó en la Exposición Mundial Colombina de Chicago en 1893, tras firmar un segundo contrato de exclusividad recíproca por un período de doce años, que se detuvo por la muerte de Voisin-Delacroix como consecuencia de pleuresía el 2 de abril de 1893, cuando contaba 35 años. 
La casa familiar llamada "La Grange Huguenet" en Besancon, se encuentra todavía en manos de los descendientes de Alphonse Delacroix y está abierto al público. Era primo por matrimonio de Víctor Considérant del que hizo un retrato en 1890.

## Obras
Entre las mejores y más conocidas obras de Alphonse Voisin-Delacroix se incluyen las siguientes:
- 1885 - "  Busto de Alphonse Delacroix - Buste d'Alphonse Delacroix  " Abuelo del artista, fundición en bronce de 1m30 ubicado en la parte superior de una fuente cerca de la iglesia en Besançon
- 1890 - " Retrato de Victor Considérant" primo por matrimonio del artista, HST
- 1891 - " Gres flameado - Grès Flambé " adquirido por el estado francés
- N - D - " Verseuse " en gres en la boca abrazada una mujer desnuda; esmalte sangre de toro sobre bizcochado marrón verdoso, H: 16 cm trazo de marca en cruz y las siglas VD del escultor[1]
- N - D - "  Fruta comida por un animal-Fruit dévoré par un animal " Jarrón redondo de chamota gres vitrificado color sangre, sombra de color turquesa Dim: H: 22 cm Drouot venta en noviembre de 2007
- 1892 - " corazón devorado por un animal- Coeur mangé par un animal " gres de fuego caramelo y violeta, esmalte marron[1]
- 1892 - "  Personaje de la comedia del arte - Personnage de la Comédia dell'arte "  Leban Frollo " instalación escultórica en gres,Dim: H:71,5cm firmada y fechada
- 1892 - "  Jarrón Figue - Vase Figue " Cubierta con una mujer desnuda en cuclillas, cerámica de cristal rojo sangre de buey de aspecto mate, firmado bajo la base en relieve el monograma VD Dim: H:17cm
- N - D - "  florero calabaza - Vase coloquinte " en gres,vestida de maltratadas y deformados con el azul marrón esmaltado céladonnuancé marcas "VD" traza la firma de la granada Dim: H: 11,5 cm[1]·[2]
- 1900 - " Gres flameado - Grès Flambé " acquisition de l'Etat
- 1900 hacia "  Jarrón de frutas comido por un animal - Vase-fruit dévoré par un animal " Dim: H:22 cm X Diam:23 cm en el Petit Palais de París, esmalte de porcelana negro, rojo sangre de toro, marcado con el sello de los grandes hornos de Dalpayrat

## Exposiciones

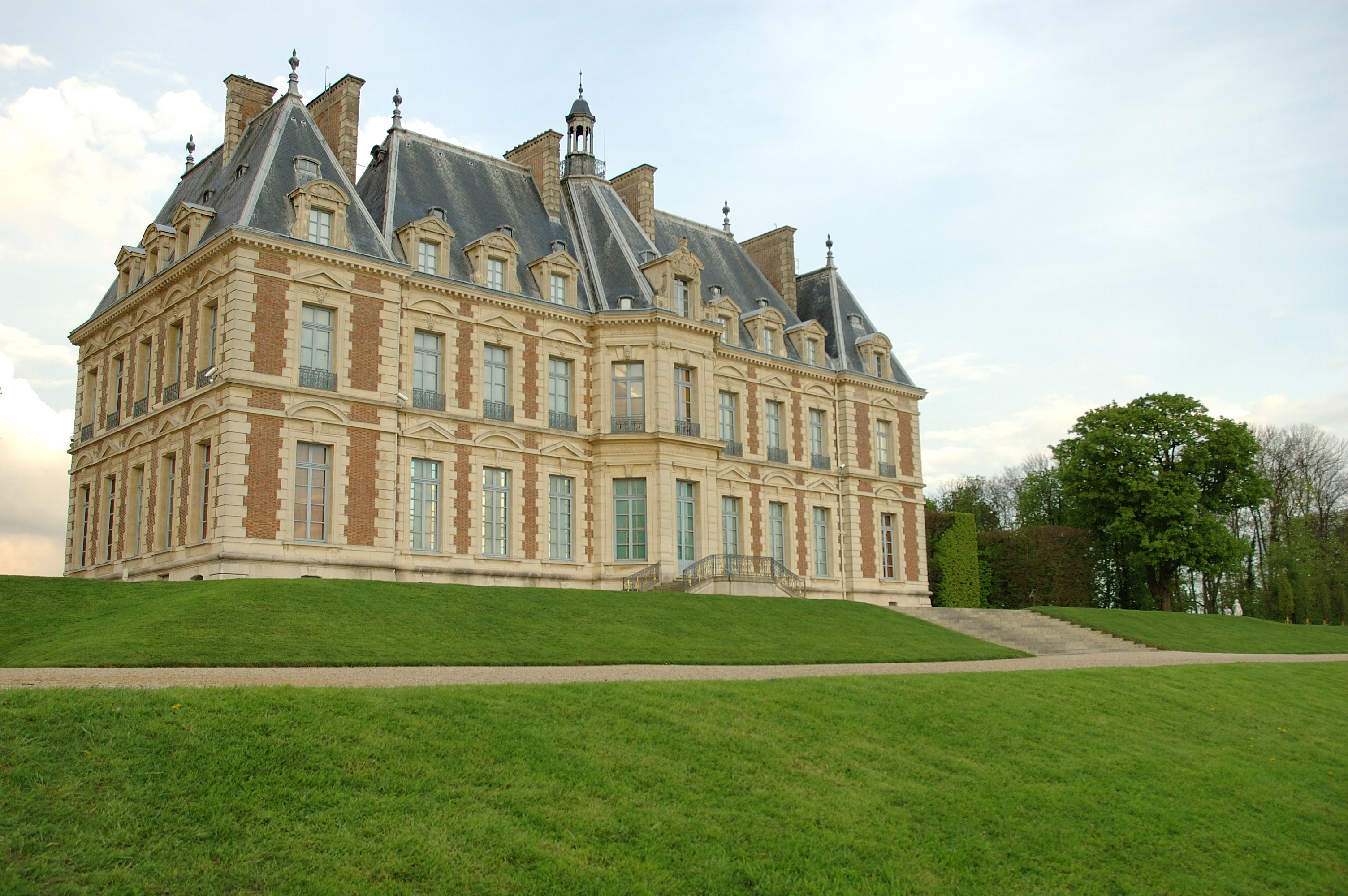
El castillo de Sceaux

- 1892 - Galería Georges Petit de París
- 1893 - Exposición Mundial Colombina de Chicago, Estados Unidos
- 1986 - Château de Sceaux - Musée de l'Ile de France "  Sceaux - Bourg la Reine 150 ans de Céramique "
- 1994 - Museo de Bellas Artes y Arqueología de Besançon
- 1998 - Fundación Neumann en Gingins

## Obras en museos
- Archivos nacionales de Francia " 'Ampère "
- Museo de la Ile de France Château de Sceaux en Hauts de Seine (92)
- Museo de Bellas Artes y Arqueología de Besançon en Doubs (25)
- Museo del Petit-Palais en París